# Alto Palena Airport
Alto Palena Airport är en flygplats i Chile.   Den ligger i provinsen Provincia de Palena och regionen Región de Los Lagos, i den södra delen av landet, 1 100 km söder om huvudstaden Santiago de Chile. Alto Palena Airport ligger 250 meter över havet.
Terrängen runt Alto Palena Airport är bergig åt sydväst, men åt nordost är den kuperad. Alto Palena Airport ligger nere i en dal. Trakten runt Alto Palena Airport är nära nog obefolkad, med mindre än två invånare per kvadratkilometer.. Närmaste större samhälle är Palena, 0,77 km söder om Alto Palena Airport. 
I omgivningarna runt Alto Palena Airport växer i huvudsak blandskog.